# Iva Pezuashvili
Iva Pezuashvili (in georgiano ივა ფეზუაშვილი?; 1º settembre 1990) è uno scrittore e sceneggiatore georgiano.

## Biografia
Iva Pezuashvili ha conseguito la laurea in regia cinematografica presso l'Università statale di teatro e cinema Shota Rustaveli. Nel 2011 ha vinto il concorso letterario d'ateneo Autumn Legend con il racconto ალჩუ (Alchu, Il tiro vincente), da cui nel 2012 ha tratto il cortometraggio Babazi. Dal 2014 al 2016 ha lavorato alla sceneggiatura della serie georgiana Tiflisi.
Nel 2014 ha dato alle stampe la raccolta di racconti ვცადე (Vtsade, Ho provato), a cui ha fatto seguito il romanzo d'esordio ფსკერის სახარება (Pskeris saxareba, Vangelo del sottosuolo) nel 2018; nello stesso anno ha vinto una borsa di studio per il programma di scrittura internazionale presso l'Università dell'Iowa, seguita da una residenza presso la Residencia Literaria 1863 a La Coruña.
Nel 2020 esce il suo secondo romanzo, La discarica (ბუნკერი, Bunkeri), vincitore del Premio letterario dell'Unione Europea nel 2022, del Premio Tsinandali per la prosa e del premio della giuria al SABA Awards.

## Opere

### Racconti
- ვცადე (Ho provato, 2014).

### Romanzi
- ფსკერის სახარება (Vangelo del sottosuolo, 2018)
- La discarica, Voland, Roma, 2024 - ISBN 9788862435550 (ბუნკერი, 2022, trad. dal georgiano di Ruska Jorjoliani).